# Kanada i olympiska vinterspelen 1968
Kanada deltog med 70 deltagare vid de olympiska vinterspelen 1968 i Grenoble. Totalt vann de en guldmedalj, en silvermedalj och en bronsmedalj.

## Medaljer

### Guld
- Nancy Greene - Alpin skidåkning, storslalom.

### Silver
- Nancy Greene - Alpin skidåkning, slalom.

### Brons
- Roger Bourbonnais, Ken Broderick, Ray Cadieux, Paul Conlin, Gary Dineen, Brian Glennie, Ted Hargreaves, Fran Huck, Marshall Johnston, Barry MacKenzie, Bill MacMillan, Steve Monteith, Morris Mott, Terry O'Malley, Danny O'Shea, Gerry Pinder, Herb Pinder, Wayne Stephenson - Ishockey.